# Wirelurker
WireLurker est une famille de logiciels malveillants ciblant les systèmes à la fois sous  Mac OS et iOS. Ces virus ont été conçus pour s'attaquer aux utilisateurs de matériels Apple en Chine où ils sont suspectés d'avoir infecté des milliers d'appareils. Le premier virus de la famille a été découvert en novembre 2014 par des chercheurs en sécurité de l'entreprise américaine Palo Alto Networks.

## Mise en œuvre
WireLurker repère les appareils iOS connectés en USB à des ordinateurs infectés sous OS X, puis installe des applications tierces avec ou sans téléchargement préalable. L'infection peut se produire même si l'appareil sous iOS n'a pas été débridé.
Wirelurker utilise des fichiers cachés, l'offuscation de code et le chiffrement des données afin de dérober quantité d'informations concernant l'appareil infecté, parmi lesquelles les iMessages et les contacts, et se met à jour régulièrement en contactant le serveur de l'attaquant. Ses premières versions exploitaient une faille connue dans la gestion des certificats d’entreprises dans les versions 7 et 8 d’iOS qui a été corrigée quelques jours après la découverte initiale du virus.

## Arrestations
Trois individus ont été arrêtés en Chine après avoir été suspectés d'être à l'origine du logiciel.

## Protection
Plusieurs mesures de prévention peuvent éviter l'infection des terminaux :
- Ne pas installer d'applications en dehors des sources officielles
- Régler les sources de logiciels dans les préférences système de Mac OS pour n'accepter que les applications en provenance de l'App Store d'Apple ou des développeurs de confiance
- Garder son antivirus et son système d'exploitation à jour
- Ne pas connecter son appareil mobile à un ordinateur inconnu